# Joseph August Lux
Joseph August Lux, auch: Josef August Lux (* 8. April 1871 in Wien; † 23. März 1947 in Anif, Salzburg), war ein österreichischer Schriftsteller.

## Leben
Joseph August Lux entstammt einer Familie aus dem Rheinland. Er wuchs in Wien auf, wo er die Mittelschule besuchte und anschließend Kunstgeschichte und Philologie studierte. Studienreisen führten ihn nach Deutschland, Frankreich und Großbritannien. Im Jahre 1900 kehrte er nach Wien zurück und lieferte anschließend Beiträge für Kunst- und Kulturzeitschriften. Von 1905 bis 1908 war er Herausgeber der Zeitschrift Die hohe Warte. Lux, der stark beeinflusst von den Theorien John Ruskins und William Morris’ war, gehörte zu den Anhängern von Bestrebungen zu einer künstlerischen Erneuerung, wie sie der Jugendstil und die Wiener Werkstätten praktizierten. Lux beteiligte sich aktiv an der Gründung des Deutschen Werkbundes. Er wurde 1907 von Karl Schmidt als Leiter der gewerblichen Fachschule von dessen Deutschen Werkstätten für Handwerkskunst GmbH nach Dresden geholt. Lux war an den Planungen zur Gartenstadt Hellerau beteiligt, verließ Dresden aber nach nur drei Jahren.
Ab 1910 lebte er als freier Schriftsteller in München. Von 1919 bis 1921 gab er die Zeitschrift Die weißen Hefte heraus. 1921 konvertierte er zum Katholizismus, der in den folgenden Jahren auch Lux’ politische Anschauungen prägte. Die Kölnische Volkszeitung fasste sein Anliegen so zusammen: „Joseph Aug. Lux setzt sich für eine Revision der deutschen Literaturgeschichte ein; er will dem von der preußisch-protestantischen Auffassung der deutschen Literaturgeschichte stiefmütterlich behandelten romantischen Mittelalter und der von ihr völlig vernachlässigten österreichischen Literatur wieder zu einer gerechten Würdigung verhelfen“.
Bis zum Frühling 1921 war Lux Teil der Salzburger Festspielhausgemeinde, aus der er jedoch während der Planung der 2. Festspiele 1921 austrat. Grund dafür waren Streitigkeiten über die Überdachung der alten Sommerreitschule. Er blieb auch nach seinem Austritt ein Kritiker der verschiedenen Pläne eines Salzburger Festspielhauses.
In den 1930er Jahren näherte sich Lux dem Austrofaschismus. Ab 1926 war er in Anif bei Salzburg ansässig. Nach dem Anschluss Österreichs ans Deutsche Reich im März 1938 wurde Lux von den nationalsozialistischen Machthabern verhaftet und gelangte mit dem ersten „Prominententransport“ ins KZ Dachau. Er wurde entlassen, erhielt jedoch ein Schreibverbot.
Joseph August Lux verfasste neben seinen Beiträgen zu Ästhetik, Kunsthandwerk, Inneneinrichtung und Städteplanung auch Romane, Biografien, Gedichte und Mysterienspiele. Erfolgreich waren vor allem seine biografischen Romane Grillparzers Liebesroman und Lola Montez, die es bis 1930 auf eine Gesamtauflage von 62.000 bzw. 59.000 Exemplaren brachten. Sein Roman Warum sie fliegen ... wurde 1911 als Fortsetzungsroman in der Kölnischen Zeitung abgedruckt. Lux’ 1934 erschienenes Werk Das goldene Buch der vaterländischen Geschichte für Volk und Jugend Österreichs stand 1938 auf der von den NS-Behörden herausgegebenen Liste des schädlichen und unerwünschten Schrifttums und seine Werke wurden am 30. April 1938 bei der einzigen NS-Bücherverbrennung auf österreichischem Boden in Salzburg verbrannt.
Joseph August Lux war auch der Gründungsphilistersenior der K.Ö.L. Austria-Salzburg.
Im Jahre 1943 war er Mitglied der Reichsschrifttumskammer.
Ab 1953 befanden sich seine Schriften in der DDR auf der Liste der auszusondernden Literatur.

## Werke
- Da Fink vom Weanawald. Wien 1901.
- Wiener Sonette und andere Lieder. Dresden [u. a.] 1901.
- Das moderne Landhaus. Wien 1903, archive.org.
- Die moderne Wohnung und ihre Ausstattung. Wien [u. a.] 1905.
- Das Marionettentheater. Berlin 1905[6]
- Volkswirtschaft des Talents. Leipzig 1906.
- Jung Wien. Darmstadt 1907.
- Der kleine Tischler. München 1907.
- Schöne Gartenkunst. Esslingen 1907.
- „Wenn du vom Kahlenberg ...“ Wien 1907.
- mit Georg Biermann: Alt-Holland. Leipzig 1908.
- Der Geschmack im Alltag. Dresden 1908.
- Das neue Kunstgewerbe in Deutschland. Leipzig 1908.
- Der Städtebau und die Grundpfeiler der heimischen Bauweise. Dresden 1908.
- Amsel Gabesam. Dresden 1910.
- Chevalier Blaubarts Liebesgarten. Leipzig [u. a.] 1910.
- Ingenieur-Ästhetik. München 1910.
- Die Kunst des Amateurphotographen. Stuttgart 1910.
- Die Kunst im eigenen Heim. Leipzig 1910.
- Salzburg, Badgastein, Villach, Triest, Tauernbahn. Frankfurt a. M. 1910.
- Das Stadttheater in Posen, erbaut von Prof. Max Littmann. München 1910.
- Die Stadtwohnung. Charlottenburg 1910.
- Der Wille zum Glück. Wien 1910.
- Baumpredigt. München 1911.
- Die Vision der lieben Frau. Berlin [u. a.] 1911.
- Dalmatien, österreichische Riviera, Triest, Zara, Cattaro, Curzola, Lesina, Arbe, der Quarnero. Frankfurt a. M. 1912.
- Grillparzers Liebesroman. Berlin 1912.
- Lola Montez. Berlin 1912.
- Der Liebhaberphotograph. Bielefeld [u. a.] 1913.
- Otto Wagner. München 1914.
- Deutschland als Welterzieher. Stuttgart [u. a.] 1915.
- Franz Schuberts Lebenslied. Leipzig 1915.
- Der österreichische Bruder. Stuttgart [u. a.] 1915.
- Kultur der Seele. Leipzig 1916.
- Das große Bauernsterben. Leipzig 1917.
- Ungarn. München 1917.
- Der Winzerheiland. Berlin [u. a.] 1918.
- Wir waren zu reich. Wien 1918.
- Auf deutscher Straße. Leipzig 1919.
- Das Fenster. Leipzig 1919.
- Joseph M. Olbrich. Berlin 1919.
- Schubertiade. Wien [u. a.] 1921.
- Der unsterbliche Walzer. München 1921.
- Zwölf Wiener Elegien. Wien [u. a.] 1921.
- Das alte gemütliche Wien. München 1922.
- Franz Schubert. Berlin 1922.
- Die Schwestern Fröhlich. Gmain Oberbayern 1923.
- Zur Revision der deutschen Literaturgeschichte. Paderborn 1924.
- Der himmlische Harfner. Köln 1925.
- Ein Jahrtausend deutscher Romantik. Innsbruck 1925.
- Revision der modernen Philosophie seit der Reformation. Paderborn 1925.
- Roma sacra. Freiburg 1925.
- Weimar und die Romantik seit 1800. Paderborn 1925.
- Beethovens unsterbliche Geliebte. Berlin 1926.
- Wanderung zu Gott. Paderborn 1926.
- Ludwig van Beethoven. Berlin 1927.
- Paraguay. Paderborn 1927.
- Franz Liszt. Berlin 1929.
- Ein heilig Narrenspiel. Wien [u. a.] 1930.
- Das Spiel von Satans Weltgericht oder Der Affe Gottes und der Gerechte. Wien [u. a.] 1930.
- Wie sieht Österreich in unseren Schulbüchern aus?! Graz 1933.
- Das goldene Buch der vaterländischen Geschichte für Volk und Jugend Österreichs. Wien 1934.
- Drei Puppenspiele. Wien 1937.
- Goethe. Wien [u. a.] 1937.
- Dichter und Dame. Salzburg 1946.
- Es wird ein Wein sein. Wien [u. a.] 1946.
- Ein Jahrtausend österreichischer Dichtung. Wien 1948.

## Herausgeberschaft
- mit Irma Lux: Deutsche Kinderreime. Wien [u. a.] 1904.